# Tijara pape Pija X.
Tijara pape Pija X. je tijara koju je za papu Pija X. izradio papinskog zlatara Tatanija, u čast zlatnog jubileja njegovog zaređenja za svećenika.
Novu tijaru, jedinu koju je dobio za vrijeme pontifikata, dobio je 1908. godine. Posebno je bila izrađena za papu, jer se žalio da su tijare koje su nosili njegovi prethodnici, a pogotovo tijara pape Grgura XVI., bile previše teške i neugodne za nošenje. 
Zapisi pokazuju da su njegovi nasljednici ovu tijaru kasnije rijetko nosili. Tijara se danas, s ostalima, nalazi u papinskoj riznici u Vatikanu.